# Metafora

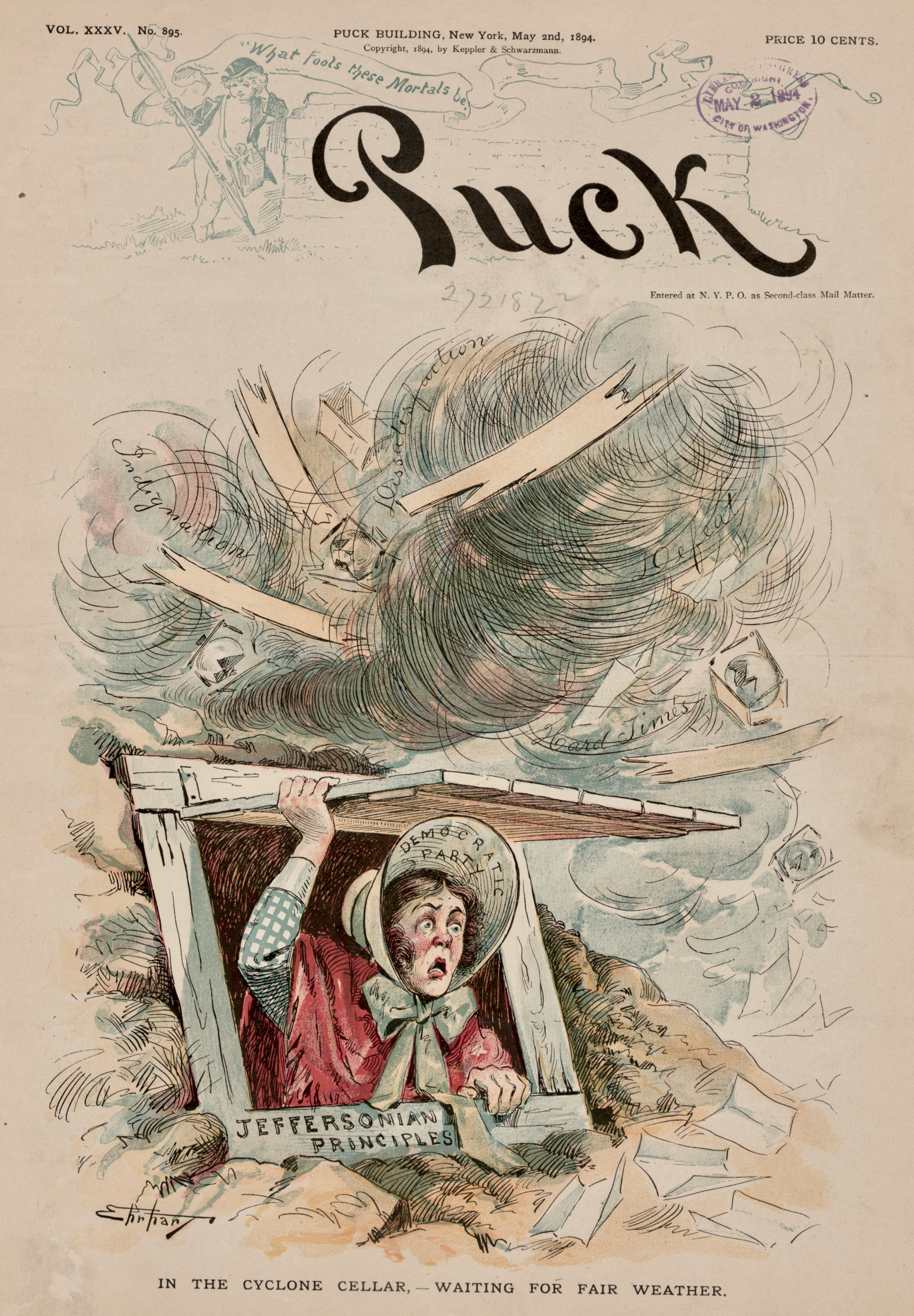
Politická karikatura z roku 1894, ve které je cyklóna použita jako metafora pro politickou revoluci. Ilustrace od S. D. Ehrharta.

Metafora (řecky μεταφορά, metafora; latinsky translatio – doslova „přenesení“, v dnes archaické češtině se označovala jako přenáška) je jazyková a rétorická literární konstrukce spočívající v přenášení významu na základě vnější (strukturální) podobnosti. Je druhem tropu, tedy přenášení významu původního pojmenování na jiný předmět. Je součástí běžné funkce a užívání jazyka, ale zvláštní význam má
zejména v poezii.

## Druhy
Metafory mohou využívat různých druhů podobnosti:
- týkající se tvaru nebo struktury – zub pily
- týkající se rozsahu nebo množství – kapka štěstí
- týkající se funkce – hlava rodiny
- týkající se místa nebo polohy – čelo postele

Od metafory se odlišuje metonymie, což je přenášení významu na základě jiné souvislosti než podobnosti, například přenášení významu podle původu nebo příčinnosti (například z autora na dílo, z činnosti na firmu atd.), přenášení z jednoho jevu na jiný vyskytující se typicky v jeho blízkosti (udeřil hrom), z nádoby na její obsah.

### Ontologické metafory
Chápání pojmů (metafor) lze spojit s lidskými zkušenostmi s fyzikálními objekty a látkami. Jakmile těmto objektům člověk porozumí, dokáže na ně odkazovat v reálném životě, třídit je do kategorií, kvantifikovat je, a tak tyto metafory vytvářet. Zkušenosti s fyzikálními objekty poskytují širokou škálu metafor ontologických – tedy způsobů, jak pohlížet na události, činnosti, city, myšlenky a podobně. Člověk tak dokáže i abstraktnímu pojmu dát charakter.
Tento typ metafory slouží k různým účelům. Například zvyšování cen vnímáme jako inflaci. Získáváme tak zkušenost, jak na ni odkázat, přikládáme jí nějaké vlastnosti: „Jestli bude inflace ještě větší, půjde tu o život.“; „Inflace snižuje životní úroveň.“ V tomto případě dokáže člověk abstraktní pojem inflace kvantifikovat, odkazovat na ni, identifikovat její charakter. Takovéto ontologické metafory slouží k tomu, abychom se mohli pokusit vypořádat se zkušeností.

### Orientační metafory
Dalším typem metafor může být metafora orientační. Spojuje se s orientací v prostoru: nahoru – dolů, dovnitř – ven, vpředu – vzadu, směrem k – pryč od, hluboký – mělký a centrální – periferní. Tyto metafory dávají pojmu prostorovou orientaci, např. šťastný je nahoře: dneska se mi zvedla nálada; smutný je dole: cítím se pod psa. Nebo také vědomý je nahoře: „vstává brzy ráno“; nevědomý je dole: „upadl do kómatu“.